# Phthiria maroccana
Phthiria maroccana är en tvåvingeart som beskrevs av Zaitzev 2005. Phthiria maroccana ingår i släktet Phthiria och familjen svävflugor.
Artens utbredningsområde är Marocko. Inga underarter finns listade i Catalogue of Life.